# Aristodemo de Cumas
Aristodemo —a veces llamado Aristodemo el Malako o Aristodemo el Mou— (nacido hacia el 550 a. C. y fallecido hacia el 490 a. C.) fue un tirano de la ciudad de Cumas en el siglo VI a. C., que jugó un rol político importante en Italia en el momento en que la Antigua Roma se convirtió en una república.
En griego, Aristó‑demos (Ἀριστόδημος) significa ‘el mejor del pueblo’, y Malakos ‘dulce’ o ‘afeminado’. Según Dionisio de Halicarnaso, fue conocido más bajo este sobrenombre que bajo su nombre, aunque las causas de este sobrenombre eran dicutidas, algunos adelantaban que siendo niño era afeminado, otros que era un niño muy dulce.

## Biografía
Cuando Aristodemo era tirano de Cumas, la ciudad mantenía ya relaciones estrechas con Roma, relaciones a partir de entonces esclarecidas por la arqueología, pero que se observaban también en las tradiciones antiguas, en particular en la que sitúa durante el reinado de Tarquinio el Soberbio, la adquisición de los libros sibilinos por Roma.
Estratego de la ciudad, aliado a Tarquinio y a los Latinos, decidió  la victoria matando al jefe de los ejércitos etruscos en 524 a. C. y rechazó el asedio de  Cumas. En el 506 a. C., ayudó a los ejércitos de los Latinos atacados por las tropas etruscas de Lars Porsena y las derrotó en la batalla de Aricia. Eso contribuyó a cambiar la actitud de Porsena hacia la joven república romana.
Fue mediante un golpe de Estado que Aristodemo tomó el poder en Cumas en 505 o 504 a. C. Su programa político se opuso a la aristocracia y propuso el reparto de las tierras y la remisión de las deudas. Según las fuentes antiguas, tendanciosas y opuestas a Aristodemo (Dioniso de Halicarnaso se inspira tal vez en Timeo de Tauromenio o en Hipéroco de Cumas), la aristocracia habría sido masacrada y sus hijos exiliados.
Cumas y su tirano acogieron a la familia de las Tarquinios. Aristodemo se convirtió en su heredero y reivindicó en lo sucesivo su sucesión, intentando en 492 a. C., hacer presión sobre Roma que buscaba entonces trigo en Campania: trató a partir de entonces a la Roma republicana como enemiga, pero ello no perturbó realmente los vínculos entre Roma y los griegos de Campania. Fue muerto hacia el 490 a. C. por una conjuración de aristócratas que estuvieron ayudados, según Plutarco, por una joven mujer llamada Jenócrita. Los relatos sobre Aristodemo muestran bien cómo en el pensamiento político antiguo la tiranía era presentada y deslegitimada como ginecocracia y licencia dada a los esclavos.